# ألكسندر ستويكوفيتش
ألكسندر ستويكوفيتش هو لاعب كرة قدم صربي في مركز الوسط، ولد في 15 أغسطس 1990 في سومبور في صربيا. لعب مع نادي ياغودينا وهايدوك كولا.

## وصلات خارجية
- ألكسندر ستويكوفيتش على موقع قاعدة بيانات كرة القدم.إي يو (الإنجليزية)
- ألكسندر ستويكوفيتش على موقع Soccerway.com (الإنجليزية)